# Биљана Вилимон
Биљана Вилимон (Нови Пазар, 15. мај 1951) је српска сликарка, списатељица, колумнисткиња и водитељка. Јавност ју је упознала као ауторку посебних телевизијских садржаја међу којима се издвојила емисија Галерија тајни, док у последњих неколико година културу промовише у емисији Лагуми на телевизији Студио Б. Била је удата за филмског продуцента Петра Јанковића, са којим има ћерку Александру. Има две унуке.

## Биографија
Биљана Вилимон рођена је 15. маја 1951. године у Новом Пазару као Биљана Пановић, а одрасла је у Београду. Завршила је Тринаесту београдску гимназију на Бановом брду и уписала сликарство на Академији примењених уметности.
Биљана Вилимон је 1986. године решила да подвуче црту, а на то се одлучила због трагичне смрти свога брата. Тада је узела споменуто презиме, развела се од супруга Петра и, како каже, почела на живот да гледа суштински. Паралелно, пет година је посећивала институт за ментално здравље, према сопственом признању. Након тога, уследила је и тешка борба са опаком болешћу.

## Каријера
Добила је позив да ради на ТВ Београд, што јој је пружило радост и могућност да испољи своје таленте. Охрабрена уметничким даром који поседује, Биљана је имала мисију да телевизијске садржаје освежи сликарским композицијама. Уносећи визуелне иновације, издвојила се поставкама које су од студија у коме разговара са гостима чиниле несвакидашњу минисценографију. У њеним емисијама гостовали су људи који су имали несвакидашње судбине и били сведоци различитих времена. Данас је сликарка ипак успорила темпо који је раније неговала.

## Приватан живот
Биљана Вилимон 1979. године родила је ћерку Александру, данас успешну графичку дизајнерку која јој је у октобру 2009. године подарила унуку Дуњу, а у новембру 2013. и унуку Зоју.